# Petter Tande
Petter Tande, född 11 juni 1985, är en norsk utövare av nordisk kombination.
Tande har tävlat i världscupen sedan 2004 och vann sin första världscuptävling 2006. Tande ingick i det norska lag som vann guld vid VM 2005 och som tog brons vid VM 2007. Individuellt är hans bästa placering en sjätte plats i sprint från VM 2007.
Tande blev även fyra på 15 km vid OS 2006 i Turin.